# Скорботний янгол

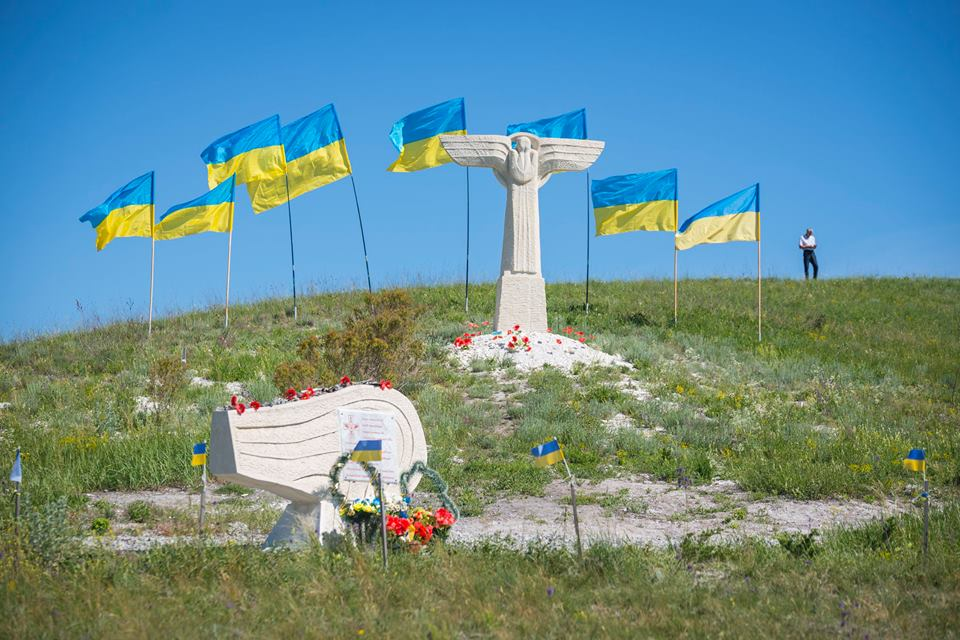
Меморіал "Скорботний Янгол"

6 червня 2014 року 8 членів екіпажу літака АН-30Б зі складу авіаційної ескадрильї «Блакитна стежа» виконували завдання із проведення повітряної аерофотозйомки над територією Східної України. Бойовики використали проти крилатого судна найсучаснішу зброю – переносний зенітно-ракетний комплекс «Верба». О 17 годині 12 хвилин ракета сепаратистів влучила у літак. Усвідомлюючи смертельну небезпеку, що нависла над живим містом, військові льотчики зуміли відвести ушкоджений літак, щоб не допустити жертв серед мирного населення. На превеликий жаль, часу для порятунку вистачило не для всіх членів екіпажу. Лише троє змогли залишити літак, вистрибнувши з парашутами. Решта загинули. А саме: полковник Могилко Костянтин Вікторович, підполковник Камінський Сергій Васильович, майор Дришлюк Павло В’ячеславович, старший прапорщик Момот Володимир Миколайович та старший прапорщик Потапенко Олексій Володимирович. Цей політ став для них останнім. 

За виняткову мужність і героїзм, незламність духу в боротьбі за незалежну Українську Державу, вірність військовій присязі президентським указом № 543 від 20 червня 2014 року підполковник Могилко Костянтин Вікторович посмертно удостоєний звання Герой України.

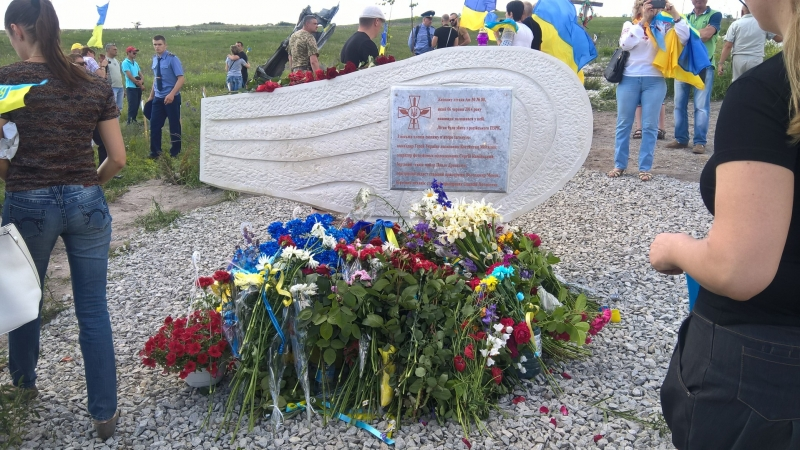
Скорботний Янгол

Інші члени екіпажу посмертно відзначені орденом Б. Хмельницького ІІІ ступеня за особисту мужність і героїзм, виявленні у захисті державного суверенітету та територіальної цілісності України, вірність військовій присязі та незламність духу.
5 червня 2016 року неподалік села Пришиб Слов’янського району Донецької області на місці загибелі екіпажу літака Ан-30Б був відкритий меморіальний комплекс "Скорботний Янгол". Свою щиру подяку і слова жалю висловили мешканці села Пришиб, які стали свідками трагедії в той день.

Меморіал "Скорботний Янгол" був встановлений коштами і участю Краматорського клубу підприємців, а також мешканців села Пришиб і м. Слов’янськ. Автор меморіалу - краматорський митець, член Національної спілки художників України, заслужений художник України В'ячеслав Гутиря. 

## Зноски
1. ↑  Мемориал погибшим летчикам открыли в Славянском районе (фото). Veridical - правдиво о главном! (рос.). 6 червня 2016. Архів оригіналу за 6 червня 2016. Процитовано 3 липня 2018. [Архівовано 2016-06-06 у Wayback Machine.]
2. ↑  Выголов, Виталий. На месте падения сбитого боевиками самолета появился мемориальный комплекс (рос.). Процитовано 3 липня 2018.
3. ↑  «Скорбящий ангел» появился на месте гибели украинских летчиков (рос.). Архів оригіналу за 3 липня 2018. Процитовано 3 липня 2018.